# Ulvhild
Ulvhild Håkonsdatter (ca. 1095-1148) var dronning af Svitjod (Sverige) i 1100-tallet, som var stærkt involveret i nordisk stormagtspolitik, blandt andet blev det påstået, at hun var giftmorder og en viljestærk intrigemager.
Ulvhild var af norsk slægt. Hendes far var jarl Håkon Finnsson fra Buskerud, søn af Finn Håreksson, som var søn af Hårek Øyvindsson på Tjøtta i Hålogaland, søn af den store skjald Eyvind Skaldaspillir Finnsson.
Ulvhild var gift med:
- 1116: Inge den yngre (Halsteinsson) (1075-1125), svensk konge
- 1130: Niels af Danmark (Sveinsson) (1064-1134), dansk konge
- 1134: Sverker den ældre (1100-1156), svensk konge

I år 1116 blev Ulvhild gift med den svenske kong Inge den yngre. År 1118 blev det sagt, at det var hende, som opildnede ham til at myrde sin medregent og storebror kong Filip. År 1125 blev Inge forgiftet med «en ond drik» i Vreta.
I år 1130 giftede hun sig med kong Niels af Danmark, far til Magnus den stærke som regerede over en del af Sverige. Samme vinter myrdede Magnus sin fætter Knud Lavard, hvilket kastede Danmark ud i en oprivende borgerkrig. Nogle har forsøgt at fremstille Ulvhild som hjernen bag mordet. Da kong Niels blev dræbt i borgerkrigen, forlod hun Danmark og opsøgte Sverker, høvding eller konge i Östergötland, og fik ham overbevist om, at han også ville blive konge over Västergötland, hvis hun blev gift med ham. Ulvhild fik muligvis ret for ca. 1134 blev Sverker hyldet som hele Sveriges konge. Han kaldes for Sverker den ældre for at adskille ham fra sønnesønnen Sverker Karlsson den yngre.
Hendes børn:
- Johan Sverkersson (blev slået ihjel på grund af et kvinderov i 1150).
- Karl Sverkersson af Sverige (født 1130, konge 1161-1167).
- Sune Sverkersson, også kendt som Sune Sik, (1132 – ) er muligvis en fiktiv person.
- Helena eller Ingegärd, en datter som 1156 blev gift med Magnus den stærkes søn Knut Magnusson.

Moderne historikere er skeptiske over anklagerne om, at Ulvhild var den onde kvinde, som den umiddelbare eftertid beskrev hende. Men at hun må have været viljestærk og handlekraftig synes sandsynligt.
Gennem sin byrd og sine ægteskaber fik Ulvhild et betydningsfuldt kontaktnet og sandsynligvis også stor personlig økonomiske magt. Hun var ven med ærkebiskop Eskil i Lund, som igen stod i nær kontakt med Bernhard af Clairvaux. Sit kontaktnet tog hun med sig i ægteskabet med Sverker, og det var hende, som tog initiativet til at invitere cistercienserne til Østergøtland. Sammen med Sverker grundlagde hun Alvastra kloster ved at hun i 1143 overlod kongsgården Alvastra til munkene. Senere også Nydala kloster. I 1148 døde hun sandsynligvis på Alvastra, hvor hun blev begravet.